# 霞浦袁天禄墓
霞浦袁天禄墓，位于中国福建省霞浦县崇儒畲族乡溪尾岗，为霞浦县级文物保护单位，类型为古墓葬，公布时间为1988年。
霞浦袁天禄墓的历史年代为明，是明朝开国功臣袁天禄的墓地之一。